# Manophylax annulatus
Manophylax annulatus är en nattsländeart som beskrevs av Wiggins 1973. Manophylax annulatus ingår i släktet Manophylax och familjen Apataniidae. Inga underarter finns listade i Catalogue of Life.